# Ernst Pascual Jordan
Ernst Pascual Jordan, nemški fizik in matematik, * 18. oktober 1902, Hannover, Nemško cesarstvo (sedaj Nemčija), † 31. julij 1980, Hamburg, Zahodna Nemčija (sedaj Nemčija).

## Življenje in delo
Jordan je diplomiral na Tehniški univerzi v Hannovru, kjer je študiral matematiko, fiziko in zoologijo. Doktoriral je leta 1925 iz teoretične fizike na Univerzi v Göttingenu.
Leta 1939 se je prostovoljno javil v vojno letalstvo in večinoma služboval v meteoroloških postajah na letališčih, nekaj časa tudi v preskusnem raketnem poligonu Peenemünde.
Bil je sodelavec Borna in Heisenberga pri izgradnji kvantne mehanike. Delal je posebno na kvantni elektrodinamiki s Paulijem in Wignerjem, pri uporabi kvantne mehanike pri optičnih problemih, kvantni algebri in splošni teoriji relativnosti. Poleg znanstvenih del je objavil tudi nekaj priljubljenih spisov.
Razvil je, skupaj z Bransom in Dickejem tenzorsko skalarno teorijo gravitacije (Brans-Dickeova teorija). Kozmološka teorija predvideva spreminjanje univerzalnih konstant s starostjo Vesolja. 
Bil je profesor teoretične fizike na Univerzi v Rostocku med letoma 1928 do 1944, na Univerzi v Berlinu od 1944 do 1951 in po letu 1951 po Paulijevem posredovanju redni profesor na Univerzi v Hamburgu. Skupaj z Bornom je leta 1930 napisal delo Osnovna kvantna mehanika (Elementare Quantenmechanik).